# Errick Willis
Errick F. Willis est un homme politique et curleur canadien, Lieutenant-gouverneur de la province du Manitoba de 1960 à 1965.
Il remporte le tournoi de démonstration de curling aux Jeux olympiques de 1932 à Saint-Moritz.